# Дом-музей Л. Н. Андреева
Дом-музей Л. Н. Андреева — дом, в котором прошли детские и юношеские годы русского писателя Леонида Андреева (1871—1919). 

## Описание
Леонид Андреев жил в доме до 1891 года. После окончания Орловской гимназии он уехал в Петербург. В 1895 году мать писателя продала дом и переселилась в Москву. Л. Андреев неоднократно приезжал на родину и бывал в доме, где прошли его детские и юношеские годы. Описание дома и сада сохранилось в произведениях и письмах писателя.
Дом в десять комнат был построен отцом писателя Николаем Ивановичем Андреевым в 1876 году. Он купил это место в 1874 году и строил по собственному проекту. Дом деревянный с парадным крыльцом, украшенным резьбой, на фасаде — четыре окна. Внутренняя планировка изменилась немного, а снаружи и вовсе дом почти не перестраивался. Сохранился каменный погреб и терраса, выходящая в сад. Дом окрашен в зелёный цвет, как и при жизни писателя. В 1960 году была установлена мемориальная доска с надписью: «В этом доме прошли детские и юношеские годы известного русского писателя Леонида Николаевича Андреева». 21 августа 1991 года, в день 120-летнего юбилея Леонида Андреева, в доме на 2-й Пушкарной был открыт музей. Экспозиция посвящена детским и юношеским годам писателя. На основе типологической мебели и личных вещей Андреевых более позднего времени, в трёх экспозиционных комнатах был воссоздан интерьер того старого жилого дома. Выделены кабинет отца и комната матери. Сохранился рояль фирмы «Эрнст Капст» из орловского дома. Дом-музей Андреева является филиалом Орловского объединённого государственного литературного музея И. С. Тургенева.